# Emil Rusu (ciclist)
Emil Rusu (n. 26 decembrie 1944, Cluj, România) este un fost ciclist⁠(d) român. A concurat la Jocurile Olimpice de vară din 1964 și la Jocurile Olimpice de vară din 1968.

## Carieră
S-a născut în 26 decembrie 1944 la Cluj. A început o carieră sportivă de ciclist în anul 1961 la Cluj, sub îndrumarea antrenorului Vasile Chiș. A fost selecționat pentru prima dată în lotul național de ciclism al României în anul 1963, fiind transferat în anul următor la secția de ciclism a clubului sportiv Dinamo București, unde și-a continuat pregătirea sub supravegherea prof. Nicolae Voicu. A avut gradul de sergent major în cadrul Ministerului Afacerilor Interne (în 1968).
A câștigat 10 titluri de campion național al României: 3 titluri în 1964 (perechi, 100 km contratimp pe echipe și 4000 m pe velodrom), 4 titluri în 1967 (fond, contratimp individual, 100 km contratimp echipe, 4000 m pe velodrom) și 3 titluri în 1968 (fond, contratimp individual și 100 km contratimp pe echipe) și a reușit să termine pe locul 1 in Turul Ciclist al României în anul 1967. A stabilit un record național: 5:04,8 (1967) la 4000 m pe velodrom (urmărire individuală) și deținea în anul 1968 cea mai bună performanță în cadrul echipei României: 2h 09:17 la 100 km contratimp.
Calitățile sale atletice l-au impus ca „alergătorul nr. 1” și au determinat selecționarea sa în echipa națională a României și înscrierea sa în competițiile internaționale. Emil Rusu a concurat la campionatele mondiale din 1963 (Belgia), 1964 (Franța), 1967 (Olanda) și la Jocurile Olimpice de vară din 1964 (Tokyo) și din 1968 (Ciudad de Mexico) și a participat în anul 1965 la cea de-a V-a ediție a Turului Franței pentru amatori (Tour de l’Avenir), făcând parte din echipa României care a obținut locul IV în proba de 100 km contratimp pe echipe de la campionatele mondiale din 1964 și fiind căpitanul echipei de tineret a României, care a obținut locul I în întrecerea ciclistă pe etape Bordeaux – San Sebastián din 1968. Într-un interviu publicat în iulie 1968, el își exprima speranța că putea obține o medalie în proba de 4000 m pe velodrom (urmărire individuală) la Jocurile Olimpice de vară din 1968. A obținut titlul de maestru al sportului.

## Distincții
- Medalia „Meritul Sportiv” clasa I (8 mai 1968) „pentru contribuția deosebită adusă la dezvoltarea mișcării de cultură fizică și sport și pentru merite deosebite în activitatea sportivă de performanță, cu prilejul împlinirii a 20 de ani de la înființarea Clubului sportiv «Dinamo»-București al Ministerului Afacerilor Interne”[7]